# 퍼스트 레고 리그 챌린지
퍼스트 레고 리그 챌린지(FIRST Lego League Challenge, 구 명칭: 퍼스트 레고 리그)는 초등학생과 중학생(미국 및 캐나다의 경우 9~14세, 기타 지역의 경우 9~15세)을 대상으로 퍼스트(FIRST)가 주최한 국제 대회이다.
매년 8월 퍼스트 레고 리그 챌린지 팀은 팀이 집중하고 연구할 과학적이고 실제적인 도전 과제를 소개한다. 대회의 로봇공학 부분에는 작업을 완료하기 위해 레고 에듀케이션(Lego Education) 로봇을 설계하고 프로그래밍하는 것이 포함된다. 학생들은 주제(매년 변경)와 관련된 문제에 대한 해결책을 모색한 다음 지역, 국내 및 국제 토너먼트에 모여 경쟁하고, 지식을 공유하고, 아이디어를 비교하고, 로봇을 전시한다.
퍼스트 레고 리그 챌린지는 퍼스트와 레고 그룹 간의 파트너십이다. 4~6세를 위한 퍼스트 레고 리그 디스커버, 6~10세를 위한 퍼스트 레고 리그 익스플로어에 이어 퍼스트 레고 리그의 세 번째 부문이다.

## 같이 보기
- 로보컵 주니어
- 레고 마인드스톰